# 萨杜尔斯哈哈尔
萨杜尔斯哈哈尔（Sadulshahar），是印度拉贾斯坦邦Ganganagar县的一个城镇。总人口22320（2001年）。

## 人口
该地2001年总人口22320人，其中男性11914人，女性10406人；0—6岁人口3218人，其中男1821人，女1397人；识字率61.75%，其中男性为69.31%，女性为53.09%。